# Сады динозавров
Сады динозавров (англ. Dinosaur Gardens) — достопримечательность в Оссинеке, Мичиган, США. Посетители «зоопарка» сталкиваются с несколькими десятками самодельных скульптур различных доисторических существ, таких как динозавры, птицы и млекопитающие, в том числе пещерные люди. Многие из скульптур участвуют в остросюжетных (и зачастую жестоких) сценах. Также присутствуют сувенирный магазин и тематическое поле для мини-гольфа с динозаврами.

Скульптура динозавра

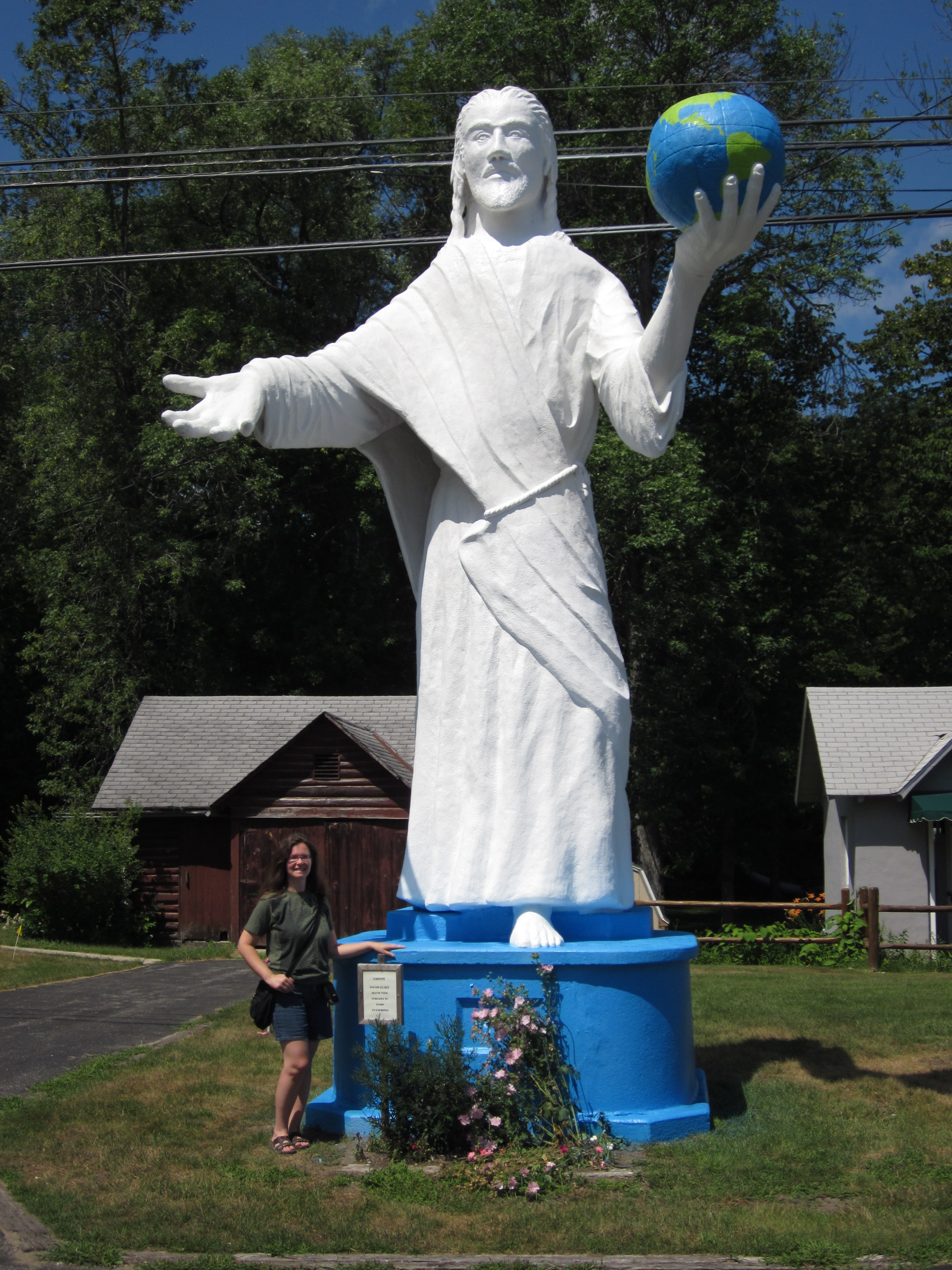
Скульптура Иисуса у входа

Достопримечательность известна своими, казалось бы, неуместными христианскими образами. Например, у входа посетителей встречает статуя Иисуса, держащего в левой руке земной шар. Можно также забраться в брюхо скульптуры апатозавра, где присутствует изображение, провозглашающее Иисуса «величайшим сердцем» (англ. The Greatest Heart). Подобные эксцентричности сделали аттракцион популярным местом для отдыха.

## История
Сады динозавров были созданы народным скульптором Павлом Домке, являвшимся набожным лютеранином, в 1930-х годах на участке осушенного болота, размеры которого составляют 160 000 квадратных метров. Первоначально аттракцион носил название Доисторические сады Домке (англ. Domke's Prehistorical Gardens). Вместе с компанией Huron Portland Cement Домке экспериментировал с различными формулами для того, чтобы сделать водонепроницаемые скульптуры динозавров.